# Kungshuset

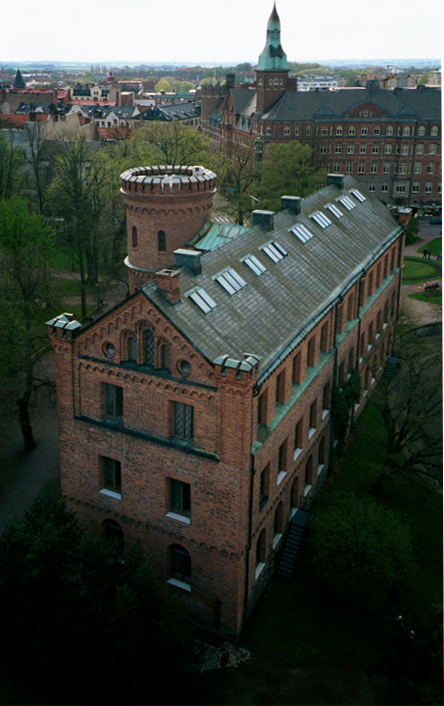
Kungshuset, vom Dach der Akademischen Vereinigung aus gesehen; Blick nach Westen.

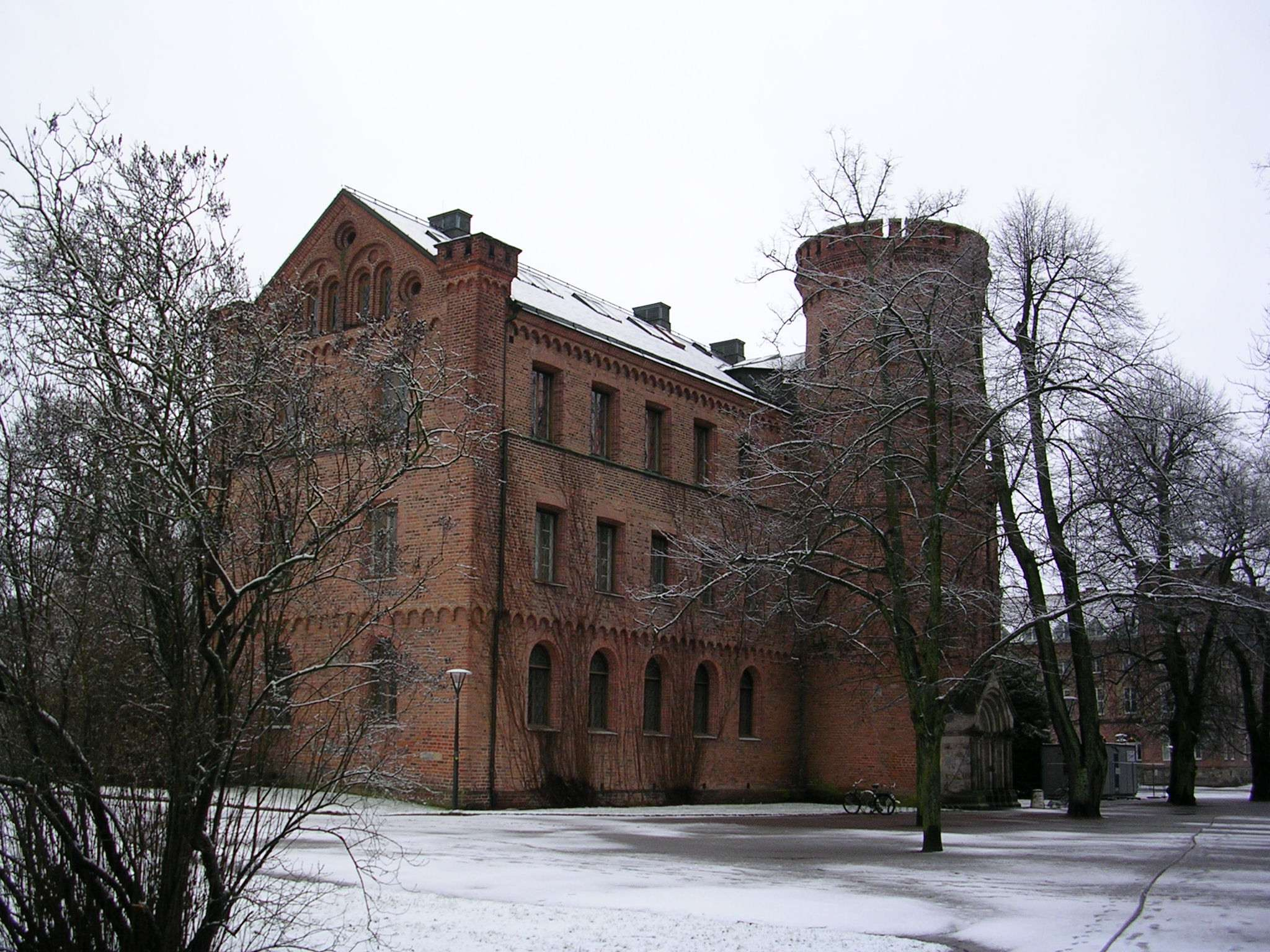
Kungshuset, aus dem Lundagård gesehen

Kungshuset (schwedisch; Königshaus), auch Lundagårdshuset oder Gamla akademien (Alte Akademie), ist ein historisches Gebäude im Park Lundagård in der südschwedischen Stadt Lund.

## Lage
Das Kungshuset liegt inmitten des mittelalterlichen Stadtkerns Lunds, im Stadtteil Centrala staden. In unmittelbarer Nähe liegen nennenswerte Gebäude: Südlich der Dom zu Lund, nordwestlich das Hauptgebäude der Universität Lund, östlich das Gebäude der Akademischen Vereinigung, AF-borgen.

## Geschichte
Das Gebäude wurde zwischen 1578 und 1584 als zweigeschössiges Haus erbaut. Bauherr war der dänische König Friedrich II. Das Haus diente ursprünglich als Residenz für die Statthalter des Dänischen Königs, welche bei Besuchen auch selbst im Haus wohnten. Im 17. Jahrhundert fiel der Besitz durch das herrschende Lehnswesen an die Kirche und wurde zwischen 1638 und 1679 vom Superintendenten des Bistums Lund Peder Winstrup bewohnt, dem ersten Bischof nach der Reformation.
Lund war seit dem Frieden von Roskilde 1658 wieder unter schwedischer Herrschaft und durch einen Beschluss König Karls XI. kam das Haus 1688 zurück in königlichen Besitz. Zwischen dem 6. September 1716 und 11. Juni 1718 residierte Karl XII. im Gebäude und regierte Schweden in Zeichen des Großen Nordischen Krieges.
Später überließ man das Gebäude der Universität, welche es bis zur Fertigstellung des heutigen neuen zentralen Gebäudes 1882 als Hauptgebäude nutzte. Zwischen 1740 und 1742 wurde das Gebäude von Carl Hårleman umgebaut. Bei einem zweiten Umbau durch Carl Georg Brunius in den Jahren 1837–1839 wurde ein drittes Geschoss sowie der Turm aufgebaut. Bis 1867 war das Gebäude Sitz der Astronomischen Fakultät der Universität, die dann in das neu errichtete Alte Observatorium Lund an der Svanegata umzog. Zwischen 1877 und 1879 wurden nach Zeichnungen von Helgo Zettervall Änderungen an der Fassade vorgenommen. Bis zum Umzug in ihr neues Gebäude 1907 diente das Kungshuset auch der Universitätsbibliothek als Unterkunft.
Heute ist das Gebäude, das seit 1935 als Byggnadsminne unter Denkmalschutz steht, in Besitz des Staates und wird durch Statens fastighetsverk verwaltet. Mieter ist die Philosophische Fakultät der Universität.